# Guy Fréquelin

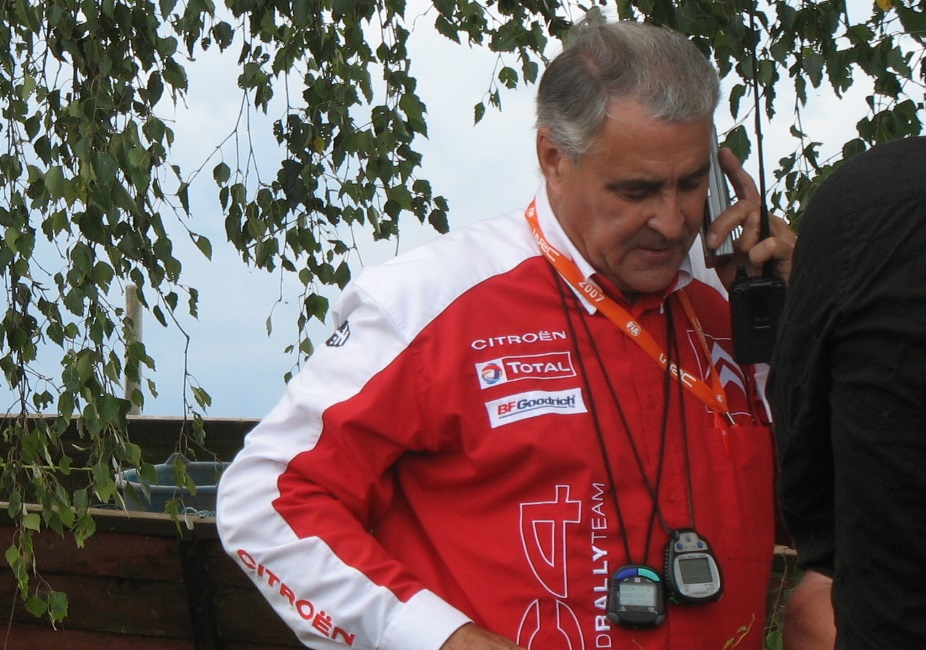
Guy Fréquelin 2007

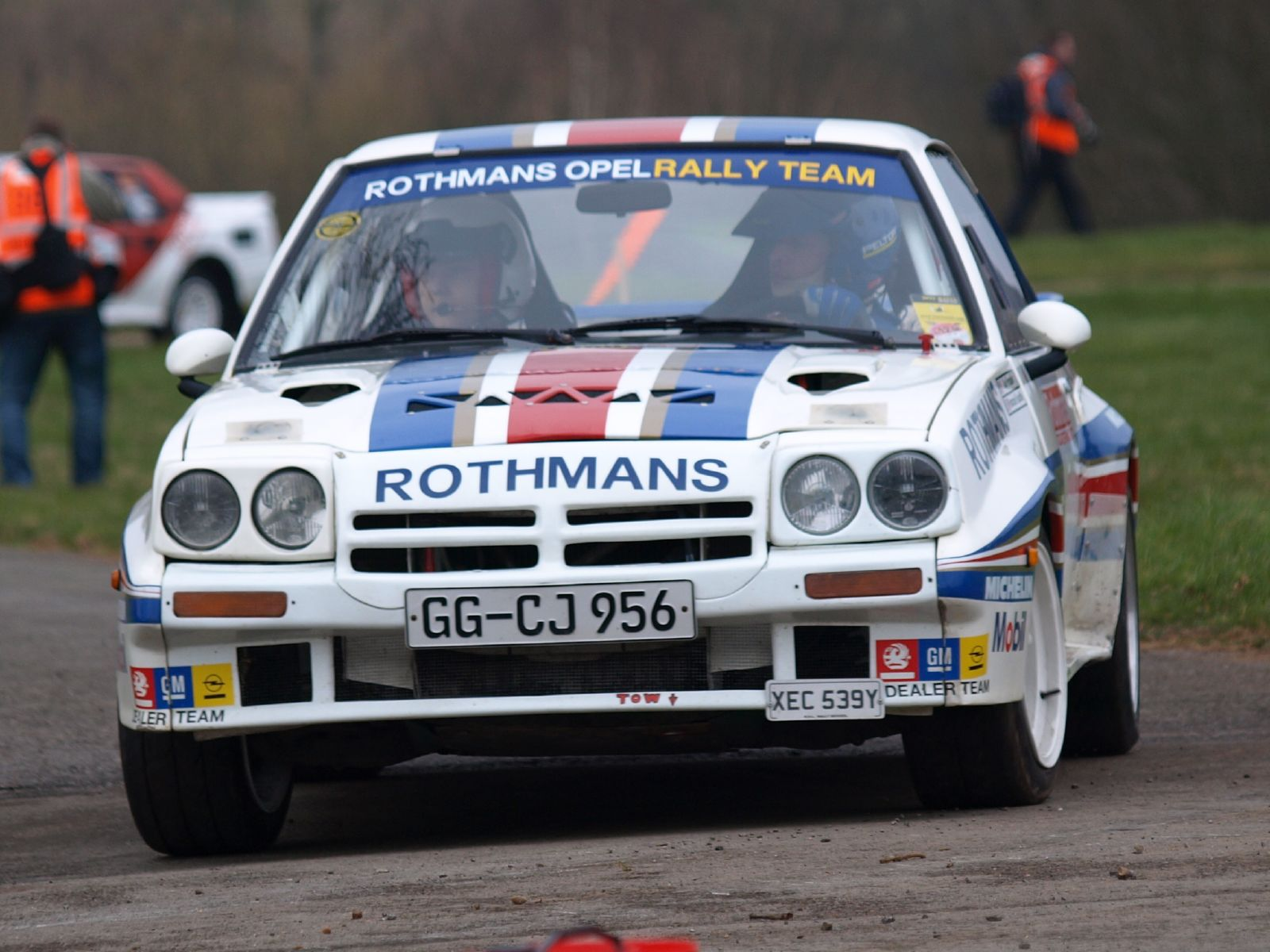
Der Opel Manta 400 von Guy Fréquelin bei der Race Retro 2008

Guy Fréquelin (* 2. April 1945 in Langres) ist ein ehemaliger französischer Rallye- und Rundstreckenrennfahrer sowie langjähriger Rallye-Teamchef.

## Karriere
Guy Fréquelin begann seine Karriere als Rallyefahrer 1967 mit einem Renault 8 Gordini. Sein erster großer Erfolg war 1977 der Gesamtsieg in der französischen Rallyemeisterschaft auf einem Alpine A310. 1983 und 1985, jeweils mit einem Opel Manta 400, konnte er den Meisterschaftssieg wiederholen. 1979 gewann Guy Fréquelin auf einem Martini-Formel-2-Rennwagen die französische Bergmeisterschaft. 1983 gewann er die Tour de France für Automobile und 1988 holte er sich auf einem Peugeot 205 Turbo 16 E2 der Gruppe B auch den Titel eines französischen Rallycross-Meisters.
Fréquelin war auch viele Jahre in der Rallye-Weltmeisterschaft am Start. 1981 verpasste er den Fahrertitel nur knapp. Mit Copilot Jean Todt fuhr er einen Talbot Sunbeam Lotus und verlor die Meisterschaft erst bei der letzten Rallye, der RAC, an Ari Vatanen.
Er war auch ein bekannter Rundstreckenfahrer und war mehrmals bei den 24 Stunden von Le Mans am Start. Seine beste Platzierung erreichte er 1978. Auf einem Alpine A442 der Ecurie Calberson erreichte er den vierten Rang in der Gesamtwertung. Ein Jahr später wurde er auf einem Prototyp des Peugeot-Designers Gérard Welter gemeinsam mit Roger Dorchy Vierter.
Nach dem Ende seiner aktiven Karriere war er Teamchef beim Citroën Total World Rally Team und führte bis zu seinem Rücktritt 2007 Sébastien Loeb zu vier Weltmeistertiteln in Folge.

## Statistik

### Le-Mans-Ergebnisse
| Jahr | Team                               | Fahrzeug     | Teamkollege   | Teamkollege    | Teamkollege           | Platzierung | Ausfallgrund  |
| ---- | ---------------------------------- | ------------ | ------------- | -------------- | --------------------- | ----------- | ------------- |
| 1977 | Equipe Haran et de Chaunac         | Alpine A442  | Didier Pironi | René Arnoux    |                       | Ausfall     | Antriebswelle |
| 1978 | Equipe Renault Elf Sport Calberson | Alpine A442A | Jean Ragnotti | José Dolhem    | Jean-Pierre Jabouille | Rang 4      |               |
| 1980 | WM Esso                            | WM P79       | Roger Dorchy  |                |                       | Rang 4      |               |
| 1981 | WM A.E.R.E.M.                      | WM P79       | Roger Dorchy  | Xavier Mathiot |                       | Ausfall     | Motorschaden  |
| 1982 | WM Esso                            | WM P82       | Roger Dorchy  | Alain Couderc  |                       | Ausfall     | Unfall        |